# 元丰改制
元丰改制，中国北宋神宗元丰年間进行的大規模官制改革。
唐朝律令体制下，形成了以三省六部为首的精密官制体系，唐玄宗以降的社会变化，现实和理念偏离越来越大。唐朝大量设置臨時官——使職。使職包括观察使、节度使和转运使等。使職让律令之外的官员掌握实权。唐朝滅亡，五代十国傾向更加严重。宋朝成立統一中国，并没有大规模改变混乱官制。北宋中期，宋神宗即位，任用王安石进行熙宁变法充实財政、軍事。王安石退任後，元丰三年（1080年）着手官制改革，1年8个月完成。北宋官制根据《唐六典》，使唐風三省六部体制在形式上復活。又按照当时時代特征进行修正，对其後南宋、金朝、元朝、明朝、清朝官制影响巨大。宰相制度延续到明太祖洪武十三年，六部等制度沿用到清朝末年。

## 具体内容
熙寧九年（1076年）王安石辞任宰相，翌年引退。元丰改制基本按照王安石的路線，但不同的是由宋神宗主導。
元丰改制内容首先是解体三司。三司（户部、度支、盐铁）为管理財政的巨大官厅。王安石新法实施，设置制置三司条例司，在新法第一段階集中新進官僚。同時三司解体，三司权限移交司农寺、太府寺、軍器监、将作监、大理寺、刑部、工部，三司权限限制于经济事務。元丰時经济权限交到户部，三司完全消灭。
第二是移管人事权。改革以前人事权被審官院、流内銓、三班院、枢密院四者分割，分别管理京朝官（中高級文官）、選人（下級文官）、三班使臣（下級武官）、大使臣已上内臣（中高級武官）的人事安排。熙寧三年（1070年），審官院分割为審官東院、審官西院，枢密院人事权归属審官西院。分割的人事权在元丰時全部归属吏部，原人事四部署改为吏部属下四選司：審官東院改尚書左選、審官西院改尚書右選、流内銓改侍郎左選、三班院改侍郎右選。上級文武官人事权交到中書手中，枢密院还保有一些武官的人事权。
第三是宰相职务变更。元丰改制在外形上根据唐制恢复三省六部，三省長官（中書令、尚書令、門下侍中）空位，尚書左僕射兼門下侍郎、尚書右僕射兼中書侍郎任宰相，执政官（副宰相）则由尚書丞（左右各1人）和不兼任尚書僕射的門下侍郎、中書侍郎（各1人）担任，自此双相四执政成为定制，宰执之任不复为员数不定的同中書門下平章事、参知政事。
第四是寄禄官一本化以及职事本官职权的恢复。宋代初期沿袭五代习惯，职事本官只是有名无实表明待遇的虚衔，而原本表示待遇的文武散官则形同虚设。元丰改制后，旧制文职本官按唐制散官名号进行更名，成为寄禄官，取代了唐朝散官九品二十九阶制，形成文官寄禄官九品二十四阶的格局，而原本的文武二十九阶散官则成为藩国羁縻官专用的官衔。改制前，寄禄官根据科举成绩等因素，四阶或五阶寄禄官並立于一品秩，比如九品制从五品的寄禄官，元丰前分别担任光禄卿、衛尉卿、少府监、司农卿、太常少卿等，这些官职不理本衙实务，实际出任的官职为差遣，其中，有科举出身者授太常少卿，无出身者授光禄卿。而改制后，从五品官员，不论其出身成绩如何，寄禄官就是中散大夫，而原本的光禄卿、太常少卿等本官，则与对应的旧差遣（如「判光禄寺事」、「同判太常礼院」）进行统合，基本恢复了《唐六典》所规定的职权。这项改革在宋徽宗政和年间进一步推展到武官和技术官，形成五品五十二阶武阶和四品二十二阶技术官。
唐律令没有的枢密院是否废除也进行了讨论，最后得以保留。但是人事权被中書夺走，权限缩小。
神宗後，司馬光为宰相，元丰改制基本方針继承。将御史台、谏官言官（台谏）权限強化，继承本来属于門下省的職務。为了回避频繁发生的宰相执政和言官之间的冲突，由宰相来强化人事权。
宋欽宗時，余應求上疏，言：「天下錢糧，祖宗時盡緫之三司使。自改官制以来，錢榖散漫，不盡屬戸部久矣。近世中人緫領名色尤不一。欲乞令天下錢糧盡歸戸部」。據此，神宗元豐五年的官制改革，破壞了政府的財政制度，原先三司使掌管的事務，並未全歸戶部；徽宗時甚至命宦官掌管各樣上貢，於是財政制度大壞。